# Chadefaudia corallinarum
Chadefaudia corallinarum är en svampart som först beskrevs av P. Crouan & H. Crouan, och fick sitt nu gällande namn av E. Müll. & Arx 1973. Chadefaudia corallinarum ingår i släktet Chadefaudia och familjen Halosphaeriaceae.   Inga underarter finns listade i Catalogue of Life.